# 莱旺特德布尔斯
莱旺特德布尔斯（法語：Les Ventes-de-Bourse，法語發音：[le vɑ̃t də buʁs] ⓘ）是法国奥恩省的一个市镇，位于该省南部，属于阿朗松区。

## 地理
莱旺特德布尔斯（48°30'37"N, 0°16'39"E）面积20.95 平方千米，位于法国诺曼底大区奧恩省，该省份为法国西北部内陆省份，北起顺时针与卡爾瓦多斯省、厄尔省、厄尔-卢瓦省、萨尔特省、马耶讷省和芒什省接壤。
与莱旺特德布尔斯接壤的市镇（或旧市镇、城区）包括：欧奈莱布瓦、埃赛、马舍迈松、勒梅尼勒布鲁、讷伊莱比松、萨尔特河畔圣莱热。

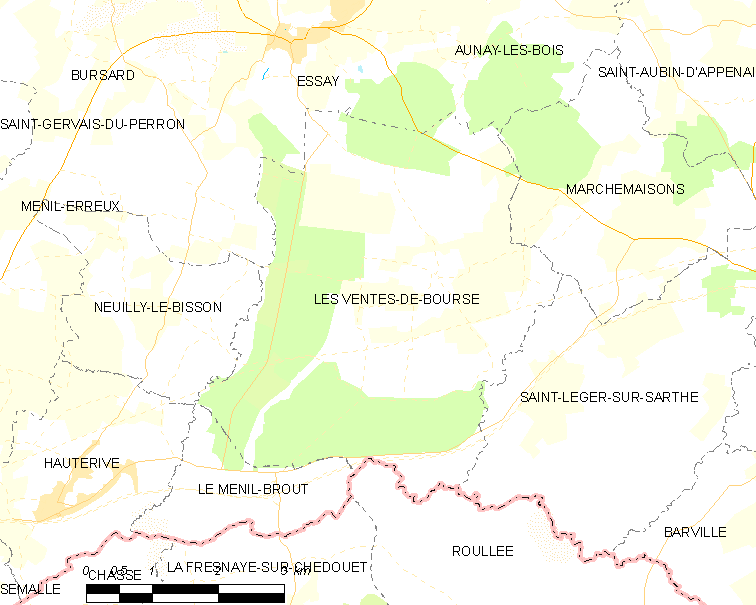
莱旺特德布尔斯的OSM定位图

莱旺特德布尔斯的时区为UTC+01:00、UTC+02:00（夏令时）。

## 行政
莱旺特德布尔斯的邮政编码为61170，INSEE市镇编码为61499。

## 政治
莱旺特德布尔斯所属的省级选区为埃库沃县。

## 人口

1962-2008年间莱旺特德布尔斯人口变化图示

莱旺特德布尔斯于2022年1月1日时的人口数量为146人。